# Prva Liga 2016
La Prva Liga 2016 è la 12ª edizione del campionato di football americano di primo livello, organizzato dalla SAAF.

## Squadre partecipanti
| Club                  | Città             | Stadio | Sponsor ufficiale | Risultato nella stagione 2015 |
| --------------------- | ----------------- | ------ | ----------------- | ----------------------------- |
| Belgrade Blue Dragons | Belgrado          |        |                   |                               |
| Beograd Vukovi        | Belgrado          |        |                   |                               |
| Inđija Indians        | Inđija            |        |                   |                               |
| Kragujevac Wild Boars | Kragujevac        |        |                   |                               |
| Niš Imperatori        | Niš               |        |                   |                               |
| Novi Sad Dukes        | Novi Sad          |        |                   |                               |
| Pančevo Panthers      | Pančevo           |        |                   |                               |
| Sirmium Legionaries   | Sremska Mitrovica |        |                   |                               |

## Stagione regolare

### Calendario

#### 1ª giornata
| Belgrado 26 marzo 2016, ore 14:30 | Beograd Vukovi | 48 – 12 (20-0 14-6 7-0 7-6) referto                          | Sirmium Legionaries | FK BASK |
| Washington Q1 ( TD ) 45yd pass from Uribe Washington Q1 ( TD ) 15yd pass from Uribe Dimitrijević Q1 ( pat ) M. Lugonja Q1 ( TD ) 6yd pass from Uribe Dimitrijević Q1 ( pat ) Uribe Q2 ( TD ) 7yd run Dimitrijević Q2 ( pat ) Washington Q2 ( TD ) 20yd pass from Uribe Dimitrijević Q2 ( pat ) Gorša Q3 ( TD ) 5yd run Dimitrijević Q3 ( pat ) Stefanović Q4 ( TD ) 15yd pass from Uribe Dimitrijević Q4 ( pat ) Marcatori Kolibar Q2 ( TD ) 25yd pass from Willicks Lee Q4 ( TD ) 15yd run |                |                                                              |                     |         |
| |                |                                                              |                     |         |
| Washington Q1 (TD) 45yd pass from Uribe Washington Q1 (TD) 15yd pass from Uribe Dimitrijević Q1 (pat) M. Lugonja Q1 (TD) 6yd pass from Uribe Dimitrijević Q1 (pat) Uribe Q2 (TD) 7yd run Dimitrijević Q2 (pat) Washington Q2 (TD) 20yd pass from Uribe Dimitrijević Q2 (pat) Gorša Q3 (TD) 5yd run Dimitrijević Q3 (pat) Stefanović Q4 (TD) 15yd pass from Uribe Dimitrijević Q4 (pat) | Marcatori      | Kolibar Q2 (TD) 25yd pass from Willicks Lee Q4 (TD) 15yd run |                     |         |

| 27 marzo 2016, ore 14:30 | Niš Imperatori | 6 – 33 (0-7 0-7 0-13 6-6) referto | Pančevo Panthers |  |

| 27 marzo 2016, ore 15:00 | Novi Sad Dukes | 43 – 6 (9-6 7-0 12-0 15-0) referto | Belgrade Blue Dragons |  |

#### 2ª giornata
| 2 aprile 2016, ore 15:00 | Kragujevac Wild Boars | 41 – 0 (7-0 7-0 21-0 6-0) referto | Inđija Indians |  |

#### 3ª giornata
| 9 aprile 2016, ore 15:00 | Pančevo Panthers | 0 – 28 (0-21 0-7 0-0 0-0) referto | Kragujevac Wild Boars |  |

| Belgrado 10 aprile 2016, ore 15:00 | Belgrade Blue Dragons | 23 – 14 (6-0 0-13 0-6 0-13) referto | Inđija Indians | FK Heroj |

| 10 aprile 2016, ore 15:00 | Novi Sad Dukes | 28 – 39 (7-0 7-13 8-6 6-20) referto | Beograd Vukovi |  |

| 10 aprile 2016, ore 15:30 | Sirmium Legionaries | 34 – 2 (21-0 7-0 0-2 6-0) referto | Niš Imperatori |  |

#### 4ª giornata
| 17 aprile 2016, ore 15:30 | Niš Imperatori | 6 – 49 (6-13 0-16 0-14 0-6) referto | Novi Sad Dukes |  |

#### 5ª giornata
| 23 aprile 2016 | Kragujevac Wild Boars | 42 – 20 (7-6 14-14 14-0 7-0) referto | Sirmium Legionaries |  |

| 24 aprile 2016 | Beograd Vukovi | 39 – 27 (7-3 19-0 7-0 6-24) referto | Belgrade Blue Dragons |  |

| 24 aprile 2016 | Inđija Indians | 14 – 0 (0-0 0-0 14-0 0-0) referto | Pančevo Panthers |  |

#### 6ª giornata
| Belgrado 30 aprile 2016 | Beograd Vukovi | 77 – 0 (27-0 20-0 14-0 16-0) referto | Niš Imperatori | OFK Beograd (300 spett.) |
| Josović Q1 ( TD ) 27yd run Dimitrijević Q1 ( pat ) Josović Q1 ( TD ) 16yd run Dimitrijević Q1 ( pat ) Bates Q1 ( TD ) 20yd pass from Uribe Bates Q1 ( TD ) 25yd pass from Uribe Dimitrijević Q1 ( pat ) Josović Q2 ( TD ) 8yd run Dimitrijević Q2 ( pat ) Stefanović Q2 ( TD ) 60yd pass from Uribe Mladenovski Q2 ( TD ) 40yd pass from Uribe Dimitrijević Q2 ( pat ) Milić Q3 ( TD ) 5yd pass from Uribe Dimitrijević Q3 ( pat ) Gorša Q3 ( TD ) 3yd run Dimitrijević Q3 ( pat ) Milić Q4 ( TD ) 15yd run Milić Q4 ( tpc ) pass from Stefanović Pavlović Q4 ( TD ) 30yd interception return Stojković Q4 ( tpc ) rush Marcatori |                |                                      |                |                          |
| |                |                                      |                |                          |
| Josović Q1 (TD) 27yd run Dimitrijević Q1 (pat) Josović Q1 (TD) 16yd run Dimitrijević Q1 (pat) Bates Q1 (TD) 20yd pass from Uribe Bates Q1 (TD) 25yd pass from Uribe Dimitrijević Q1 (pat) Josović Q2 (TD) 8yd run Dimitrijević Q2 (pat) Stefanović Q2 (TD) 60yd pass from Uribe Mladenovski Q2 (TD) 40yd pass from Uribe Dimitrijević Q2 (pat) Milić Q3 (TD) 5yd pass from Uribe Dimitrijević Q3 (pat) Gorša Q3 (TD) 3yd run Dimitrijević Q3 (pat) Milić Q4 (TD) 15yd run Milić Q4 (tpc) pass from Stefanović Pavlović Q4 (TD) 30yd interception return Stojković Q4 (tpc) rush                                                   | Marcatori      |                                      |                |                          |

#### 7ª giornata
| 7 maggio 2016 | Belgrade Blue Dragons | 15 – 45 (0-21 0-14 15-3 0-7) referto | Pančevo Panthers |  |

| 7 maggio 2016 | Sirmium Legionaries | 21 – 13 (0-0 7-7 0-0 14-6) referto | Inđija Indians |  |

| 7 maggio 2016 | Novi Sad Dukes | 21 – 32 (3-6 0-6 12-12 6-8) referto | Kragujevac Wild Boars |  |

#### 8ª giornata
| 21 maggio 2016 | Inđija Indians | 0 – 51 (0-14 0-21 0-0 0-16) referto | Novi Sad Dukes |  |

| 21 maggio 2016 | Pančevo Panthers | 29 – 28 (7-6 6-15 8-0 8-7) referto | Sirmium Legionaries |  |

| 22 maggio 2016 | Niš Imperatori | 6 – 28 (0-6 0-12 0-8 6-8) referto | Belgrade Blue Dragons |  |

| 22 maggio 2016 | Kragujevac Wild Boars | 28 – 42 (7-7 7-27 14-0 0-8) referto | Beograd Vukovi |  |

#### 9ª giornata
| 5 giugno 2016 | Belgrade Blue Dragons | 30 – 21 (16-8 8-6 0-7 6-0) referto | Sirmium Legionaries |  |

| 5 giugno 2016 | Novi Sad Dukes | 27 – 0 (7-0 6-0 8-0 6-0) referto | Pančevo Panthers |  |

| 5 giugno 2016 | Beograd Vukovi | 35 – 0 (14-0 14-0 7-0 0-0) referto | Inđija Indians |  |

| 5 giugno 2016 | Niš Imperatori | 0 – 35 (a tavolino) referto | Kragujevac Wild Boars |  |

#### 10ª giornata
| 11 giugno 2016 | Pančevo Panthers | 41 – 65 (13-7 7-24 14-15 7-19) referto | Beograd Vukovi |  |
| Campbell Q1 ( TD ) 2yd run Stegnjaja Q1 ( pat ) Campbell Q1 ( TD ) 2yd run Todorović Q2 ( TD ) 12yd pass from Hutchings Stegnjaja Q2 ( pat ) Hutchings Q3 ( TD ) 80yd run Stegnjaja Q3 ( pat ) Dedić Q3 ( TD ) 18yd run Stegnjaja Q3 ( pat ) Campbell Q4 ( TD ) 30yd pass from Hutchings Stegnjaja Q4 ( pat ) Marcatori Washington Q1 ( TD ) 65yd pass from Uribe Dimitrijević Q1 ( pat ) Dimitrijević Q2 ( FG ) 12yd Simović Q2 ( TD ) 20yd pass from Uribe Dimitrijević Q2 ( pat ) Simović Q2 ( TD ) 48yd pass from Uribe Dimitrijević Q2 ( pat ) Washington Q2 ( TD ) 2yd pass from Uribe Dimitrijević Q2 ( pat ) Gorša Q3 ( TD ) 22yd run Dimitrijević Q3 ( pat ) Washington Q3 ( TD ) 80yd pass from Uribe Washington Q3 ( tpc ) pass from Uribe Washington Q4 ( TD ) 44yd pass from Uribe Dimitrijević Q4 ( pat ) Washington Q4 ( TD ) 35yd pass from Uribe Gorša Q4 ( TD ) 22yd run |                  | |                |  |
| |                  | |                |  |
| Campbell Q1 (TD) 2yd run Stegnjaja Q1 (pat) Campbell Q1 (TD) 2yd run Todorović Q2 (TD) 12yd pass from Hutchings Stegnjaja Q2 (pat) Hutchings Q3 (TD) 80yd run Stegnjaja Q3 (pat) Dedić Q3 (TD) 18yd run Stegnjaja Q3 (pat) Campbell Q4 (TD) 30yd pass from Hutchings Stegnjaja Q4 (pat) | Marcatori        | Washington Q1 (TD) 65yd pass from Uribe Dimitrijević Q1 (pat) Dimitrijević Q2 (FG) 12yd Simović Q2 (TD) 20yd pass from Uribe Dimitrijević Q2 (pat) Simović Q2 (TD) 48yd pass from Uribe Dimitrijević Q2 (pat) Washington Q2 (TD) 2yd pass from Uribe Dimitrijević Q2 (pat) Gorša Q3 (TD) 22yd run Dimitrijević Q3 (pat) Washington Q3 (TD) 80yd pass from Uribe Washington Q3 (tpc) pass from Uribe Washington Q4 (TD) 44yd pass from Uribe Dimitrijević Q4 (pat) Washington Q4 (TD) 35yd pass from Uribe Gorša Q4 (TD) 22yd run |                |  |

#### 11ª giornata
| Brzan 18 giugno 2016 | Kragujevac Wild Boars | 42 – 12 (7-0 6-0 7-6 22-6) referto | Belgrade Blue Dragons |  |

| 18 giugno 2016 | Inđija Indians | 35 – 0 (a tavolino) referto | Niš Imperatori |  |

| 18 giugno 2016 | Sirmium Legionaries | 17 – 40 (3-0 7-12 7-22 0-6) referto | Novi Sad Dukes |  |

### Classifica
La classifica della regular season è la seguente:
- PCT = percentuale di vittorie, G = partite giocate, V = partite vinte,  P = partite perse, PF = punti fatti, PS = punti subiti

| Pos. | Squadra               | PCT   | G | V | N | P | PF  | PS  |
| ---- | --------------------- | ----- | - | - | - | - | --- | --- |
| 1    | Beograd Vukovi        | 1.000 | 7 | 7 | 0 | 0 | 345 | 136 |
| 2    | Kragujevac Wild Boars | .857  | 7 | 6 | 0 | 1 | 248 | 95  |
| 3    | Novi Sad Dukes        | .714  | 7 | 5 | 0 | 2 | 259 | 100 |
| 4    | Pančevo Panthers      | .429  | 7 | 3 | 0 | 4 | 148 | 183 |
| 5    | Belgrade Blue Dragons | .429  | 7 | 3 | 0 | 4 | 141 | 210 |
| 6    | Sirmium Legionaries   | .286  | 7 | 2 | 0 | 5 | 153 | 204 |
| 7    | Inđija Indians        | .286  | 7 | 2 | 0 | 5 | 76  | 171 |
| 8    | Niš Imperatori        | .000  | 7 | 0 | 0 | 7 | 20  | 291 |

## Playoff e playout
Il turno di playout è giocato dalla settima classificata della Prva Liga (l'ottava è retrocessa direttamente) contro la seconda classificata di Druga Liga (la prima è promossa direttamente).

### Tabellone
|  | Semifinali | Semifinali            | Semifinali |                       |    | XII Serbian Bowl | XII Serbian Bowl | XII Serbian Bowl |  |
|  |            |                       |            |                       |    |                  |                  |                  |  |
|  | 1          | Beograd Vukovi        | 54         |                       |    |                  |                  |                  |  |
|  | 1          | Beograd Vukovi        | 54         |                       |    |                  |                  |                  |  |
|  | 4          | Pančevo Panthers      | 19         |                       |    |                  |                  |                  |  |
|  | 4          | Pančevo Panthers      | 19         |                       | 1  | Beograd Vukovi   | 29               |                  |  |
|  |            |                       |            |                       | 1  | Beograd Vukovi   | 29               |                  |  |
|  |            |                       | 2          | Kragujevac Wild Boars | 53 |                  |                  |                  |  |
|  | 2          | Kragujevac Wild Boars | 2          | Kragujevac Wild Boars | 53 | 33               |                  |                  |  |
|  | 2          | Kragujevac Wild Boars |            |                       |    |                  |                  |                  |  |
|  | 3          | Novi Sad Dukes        | 13         |                       |    |                  |                  |                  |  |

### Semifinali
| 25 giugno 2016 | Beograd Vukovi | 54 – 19 (21-6 14-7 16-0 3-6) referto                                                                      | Pančevo Panthers |  |
| Washington Q1 ( TD ) kickoff return Dimitrijević Q1 ( pat ) Milić Q1 ( TD ) 15yd pass from Uribe Dimitrijević Q1 ( pat ) Uribe Q1 ( TD ) 3yd run Dimitrijević Q1 ( pat ) V. Lugonja Q2 ( TD ) 10yd pass from Uribe Dimitrijević Q2 ( pat ) Washington Q2 ( TD ) 15yd pass from Uribe Dimitrijević Q2 ( pat ) V. Lugonja Q3 ( TD ) 20yd pass from Uribe Dimitrijević Q3 ( pat ) Washington Q3 ( TD ) 3yd pass from Uribe Dimitrijević Q3 ( pat ) Team Q3 ( saf ) Dimitrijević Q4 ( FG ) Marcatori Campbell Q1 ( TD ) run Bošnjak Q2 ( TD ) 50yd pass from Hutchings Stegnjaja Q2 ( pat ) Campbell Q4 ( TD ) 2yd run |                | |                  |  |
| |                | |                  |  |
| Washington Q1 (TD) kickoff return Dimitrijević Q1 (pat) Milić Q1 (TD) 15yd pass from Uribe Dimitrijević Q1 (pat) Uribe Q1 (TD) 3yd run Dimitrijević Q1 (pat) V. Lugonja Q2 (TD) 10yd pass from Uribe Dimitrijević Q2 (pat) Washington Q2 (TD) 15yd pass from Uribe Dimitrijević Q2 (pat) V. Lugonja Q3 (TD) 20yd pass from Uribe Dimitrijević Q3 (pat) Washington Q3 (TD) 3yd pass from Uribe Dimitrijević Q3 (pat) Team Q3 (saf) Dimitrijević Q4 (FG) | Marcatori      | Campbell Q1 (TD) run Bošnjak Q2 (TD) 50yd pass from Hutchings Stegnjaja Q2 (pat) Campbell Q4 (TD) 2yd run |                  |  |

| 25 giugno 2016 | Kragujevac Wild Boars | 33 – 13 (0-0 7-0 7-2 20-8) referto | Novi Sad Dukes |  |

### Playout
| Inđija 3 luglio 2016, ore 16:00 | Inđija Indians | 35 – 22 (6-6 15-0 7-0 7-16) referto | Kikinda Mammoths | Stadion Leje |

### XII Serbian Bowl
| Belgrado 10 luglio 2016 | Beograd Vukovi | 29 – 53 (10-10 7-16 6-14 6-13) referto | Kragujevac Wild Boars | FK BASK |

## Verdetti
- Kragujevac Wild Boars Campioni della Serbia 2016
- Niš Imperatori retrocessi in Druga Liga

## Marcatori
| Giocatore      | Sq.                   | TD rush | TD recv | TD int | TD p.ret | TD k.ret | TD oth | Xp1  | Xp2 | FG  | Saf | Totale |
| -------------- | --------------------- | ------- | ------- | ------ | -------- | -------- | ------ | ---- | --- | --- | --- | ------ |
| Washington     | Beograd Vukovi        | 0+0     | 14+5    | 0+1    | 0+0      | 1+0      | 0+0    | 0+0  | 2+0 | 0+0 | 0+0 | 130    |
| Betza          | Kragujevac Wild Boars | 2+6     | 0+1     | 0+0    | 0+0      | 1+0      | 0+0    | 0+0  | 0+0 | 0+0 | 0+0 | 60     |
| Campbell       | Pančevo Panthers      | 4+2     | 3+0     | 0+0    | 0+0      | 0+0      | 0+0    | 0+0  | 1+0 | 0+0 | 0+0 | 56     |
| Lee            | Sirmium Legionaries   | 3       | 6       | 0      | 0        | 0        | 0      | 0    | 0   | 0   | 0   | 54     |
| 2 giocatori    | 50                    |         |         |        |          |          |        |      |     |     |     |        |
| Soldo          | Novi Sad Dukes        | 0+0     | 7+0     | 0+0    | 0+0      | 0+0      | 0+0    | 0+0  | 1+1 | 0+0 | 0+0 | 46     |
| G. Zec         | Novi Sad Dukes        | 0       | 2       | 1      | 0        | 1        | 1      | 13   | 0   | 0   | 1   | 45     |
| F. Nedeljković | Kragujevac Wild Boars | 0+0     | 6+1     | 0+0    | 0+0      | 0+0      | 0+0    | 0+0  | 0+0 | 0+0 | 0+0 | 42     |
| Goić           | Kragujevac Wild Boars | 0+0     | 0+1     | 0+0    | 0+0      | 0+0      | 0+0    | 17+8 | 0+0 | 0+2 | 0+0 | 37     |
| 2 giocatori    | 36                    |         |         |        |          |          |        |      |     |     |     |        |
| Grujičić       | Belgrade Blue Dragons | 3       | 2       | 0      | 0        | 0        | 0      | 0    | 1   | 0   | 0   | 32     |
| 3 giocatori    | 30                    |         |         |        |          |          |        |      |     |     |     |        |
| 3 giocatori    | 26                    |         |         |        |          |          |        |      |     |     |     |        |
| 2 giocatori    | 24                    |         |         |        |          |          |        |      |     |     |     |        |
| M. Živković    | Kragujevac Wild Boars | 0       | 3       | 0      | 0        | 0        | 0      | 4    | 0   | 0   | 0   | 22     |
| Dedić          | Pančevo Panthers      | 3       | 0       | 0      | 0        | 0        | 0      | 1    | 1   | 0   | 0   | 21     |
| 2 giocatori    | 20                    |         |         |        |          |          |        |      |     |     |     |        |
| 9 giocatori    | 18                    |         |         |        |          |          |        |      |     |     |     |        |
| Grubić         | Belgrade Blue Dragons | 1       | 1       | 0      | 0        | 0        | 0      | 0    | 2   | 0   | 0   | 16     |
| Đukić          | Sirmium Legionaries   | 0       | 0       | 0      | 0        | 0        | 0      | 11   | 0   | 1   | 0   | 14     |
| 10 giocatori   | 12                    |         |         |        |          |          |        |      |     |     |     |        |
| Dukovski       | Pančevo Panthers      | 0       | 0       | 0      | 0        | 0        | 0      | 7    | 0   | 1   | 0   | 10     |
| U. Zec         | Belgrade Blue Dragons | 0       | 0       | 0      | 0        | 0        | 0      | 3    | 0   | 2   | 0   | 9      |
| 2 giocatori    | 7                     |         |         |        |          |          |        |      |     |     |     |        |
| 26 giocatori   | 6                     |         |         |        |          |          |        |      |     |     |     |        |
| Klasan         | Inđija Indians        | 0       | 0       | 0      | 0        | 0        | 0      | 5    | 0   | 0   | 0   | 5      |
| 2 giocatori    | 4                     |         |         |        |          |          |        |      |     |     |     |        |
| 8 giocatori    | 2                     |         |         |        |          |          |        |      |     |     |     |        |
| ?              | Sirmium Legionaries   | 0       | 0       | 0      | 0        | 0        | 0      | 1    | 0   | 0   | 0   | 1      |

- Miglior marcatore della stagione regolare: Washington ( Beograd Vukovi), 94
- Miglior marcatore dei playoff: Betza ( Kragujevac Wild Boars), 42
- Miglior marcatore della stagione: Washington ( Beograd Vukovi), 130